# Синнинский диалект (хакка)
Синнинский диалект (хакка) (кит. трад. 興寧客家話, упр. 兴宁客家话; пиньинь Xìng níng kèjiā huà) - один из диалектов языка Хакка, который распространен в провинции Гуандун. Принадлежит к кантонскому диалекту Хакка и тайваньскому диалекту Синхуа (Син относится к Синнин, Хуа относится к Ухуа). Внутренне диалект Синнин характеризуется высокой степенью лингвистической однородности с незначительными различиями. Согласно локальной классификации, его можно подразделить на «Шаншаньский диалект» (северный акцент) и «Сяшаньский диалект» (южный акцент), из которых южный акцент является представительным.
Синнинский диалект характеризуется своими уникальными фонетическими особенностями и занимает довольно особое положение среди диалектов хакка. Однако, ввиду того, что исследования диалекта Синнин до сих пор недостаточно глубокие и систематические, его изученность в научном сообществе остаётся ограниченной. Внешнее понимание и знание о данном диалекте Хакка пока является сравнительно недостаточным.

## История
Диалект упоминается в исторических документах династии Мин «Хроники Чжэндэ Синнин» и «Хроники округа Цзяцзин Синнин», которые были составлены в период правления императоров Чжэндэ (1506-1521) и Цзяцзин (1522-1566) соответственно, то есть в XVI столетии.
В летописях содержатся первые зафиксированные упоминания о Синнинском диалекте и его распространении в регионе Синнин провинции Гуандун.

## Фонологическая система

### Согласные звуки
В диалекте Мэйчжоу представлен только один набор аффрикат ([ʦ], [ʦʰ], [s]), в то время как в диалекте Синнина имеется два набора аффрикат (к которым добавляются смычно-фрикативные [tʂ], [tʂʰ], [ʂ], [ʐ] или палатализованные задненёбные [tʃ], [tʃʰ], [ʃ], [ʒ], которые варьируются в зависимости от местности).

### Гласные звуки
Иероглифы, изначально произносившиеся с закрытыми гласными [-m] и [-p], в диалекте Синнина перешли в велярные носовые [-ŋ] и велярные смычные [-k]. Например, иероглиф "添" в Мэйчжоу произносится как [thiam]1, а в Синьнине - как [thiaŋ]1; иероглиф "浸" в Мэйчжоу - [tsim]4, а в Синьнине - [tsiuŋ]4; иероглиф "针" в Мэйчжоу - [tsəm]1, а в Синьнине - [tʂʰuŋ]1 или [tʃʰuŋ]1; иероглиф "字" в Мэйчжоу - [ap]5, а в Синьнине - [ak]5; иероглиф "入" в Мэйчжоу - [ŋip]6, а в Синьнине - [niuk]6.
Иероглифы, первоначально произносившиеся с инициалью "сюй" [hi], в диалекте Синьнина перешли в инициаль "чань" [ʂi]. Например, иероглиф "宪" в Мэйчжоу произносится как [hian]3, а в Синьнине - как [ʂɛn]3 или [ʃɛn]3; иероглиф "戏" в Мэйчжоу - [hi]4, а в Синьнине - [ʂi]4 или [ʃi]4.
Иероглифы с инициалью "и" [j] в диалекте Синьнина перешли в инициаль "цзы" [ʐ] или [ʒ]. Например, иероглиф "衣" в Мэйчжоу произносится как [ji]1, а в Синьнине - как [ʐi]1 или [ʒi]1; иероглиф "烟" в Мэйчжоу - [jan]1, а в Синьнине - [ʐɛn]1 или [ʒɛn]1.

### Тональность
Тональная система Синнинского диалекта включает в себя шесть тонов:
1. 阴平 (yīnpíng) - первый тон, ровный тон (в путунхуа);
2. 阳平 (yángpíng) - восходящий тон, второй тон (в путунхуа);
3. 上声 (shǎngshēng) - нисходяще-восходящий тон (третий тон в путунхуа);
4. 去声 (qùshēng) - падающий тон; нисходящий тон (четвертый тон в путунхуа);
5. 阴入 (yīnrù) - закрытый входящий тон (краткий, заканчивающийся на глухой согласный);
6. 阳入 (yángrù) - открытый входящий тон (краткий, заканчивающийся на звонкий согласный).
Такая тональная система полностью соответствует тональной системе диалекта Мэйчжоу, с которым диалект Синнина очень близок.